# Bastián Yáñez
Bastián Jean Yáñez Miranda, noto semplicemente come Bastián Yáñez (Santiago del Cile, 21 giugno 2001), è un calciatore cileno, attaccante del Godoy Cruz.

## Carriera

### Club
Cresciuto nel settore giovanile dell'Unión Española, debutta in prima squadra il 26 agosto 2018 in occasione dell'incontro di Primera División pareggiato 1-1 contro l'O'Higgins.

### Nazionale
Debutta con la nazionale cilena il 9 dicembre 2021 rimpiazzando Clemente Montes nella ripresa dell'amichevole pareggiata 2-2 contro il Messico.

## Statistiche
Statistiche aggiornate al 2 gennaio 2022.

### Presenze e reti nei club
| Stagione        | Squadra         | Campionato      | Campionato | Campionato | Coppe nazionali | Coppe nazionali | Coppe nazionali | Coppe continentali | Coppe continentali | Coppe continentali | Altre coppe | Altre coppe | Altre coppe | Totale | Totale | Totale |
| Stagione        | Squadra         | Comp            | Pres       | Reti       | Comp            | Pres            | Reti            | Comp               | Pres               | Reti               | Comp        | Pres        | Reti        | Pres   | Reti   |        |
| --------------- | --------------- | --------------- | ---------- | ---------- | --------------- | --------------- | --------------- | ------------------ | ------------------ | ------------------ | ----------- | ----------- | ----------- | ------ | ------ | ------ |
| 2018            | Unión Española  | A               | 2          | 0          | CC              | 0               | 0               |                    | -                  | -                  |             | -           | -           | 2      | 0      |        |
| 2019            | Unión Española  | A               | 13         | 0          | CC              | 3               | 0               | CS                 | 3                  | 0                  |             | -           | -           | 19     | 0      |        |
| 2020            | Unión Española  | A               | 6          | 0          | CC              | 0               | 0               |                    | -                  | -                  |             | -           | -           | 6      | 0      |        |
| 2021            | Unión Española  | A               | 24         | 2          | CC              | 8               | 1               | CL                 | 0                  | 0                  |             | -           | -           | 32     | 3      |        |
| Totale carriera | Totale carriera | Totale carriera | 45         | 2          |                 | 11              | 1               |                    | 3                  | 0                  |             | -           | -           | 59     | 3      |        |

### Cronologia presenze e reti in nazionale
| Cronologia completa delle presenze e delle reti in nazionale ― Cile | Cronologia completa delle presenze e delle reti in nazionale ― Cile | Cronologia completa delle presenze e delle reti in nazionale ― Cile | Cronologia completa delle presenze e delle reti in nazionale ― Cile | Cronologia completa delle presenze e delle reti in nazionale ― Cile | Cronologia completa delle presenze e delle reti in nazionale ― Cile | Cronologia completa delle presenze e delle reti in nazionale ― Cile | Cronologia completa delle presenze e delle reti in nazionale ― Cile |
| Data                                                                | Città                                                               | In casa                                                             | Risultato                                                           | Ospiti                                                              | Competizione                                                        | Reti                                                                | Note                                                                |
| ------------------------------------------------------------------- | ------------------------------------------------------------------- | ------------------------------------------------------------------- | ------------------------------------------------------------------- | ------------------------------------------------------------------- | ------------------------------------------------------------------- | ------------------------------------------------------------------- | ------------------------------------------------------------------- |
| 9-12-2021                                                           | Austin                                                              | Messico                                                             | 2 – 2                                                               | Cile                                                                | Amichevole                                                          | -                                                                   | 65’                                                                 |
| 12-12-2021                                                          | Los Angeles                                                         | El Salvador                                                         | 0 – 1                                                               | Cile                                                                | Amichevole                                                          | -                                                                   | 67’                                                                 |
| Totale                                                              |                                                                     | Presenze                                                            | 2                                                                   |                                                                     | Reti                                                                | 0                                                                   |                                                                     |